# Ferrière-la-Petite
Ferrière-la-Petite is een gemeente in het Franse Noorderdepartement (Frans: département du Nord) (regio Hauts-de-France). De plaats maakt deel uit van het arrondissement Avesnes-sur-Helpe. Ferrière-la-Petite telde op 1 januari 2022 1.043 inwoners.

## Geografie
De oppervlakte van Ferrière-la-Petite bedroeg op 1 januari 2022 5,35 vierkante kilometer; de bevolkingsdichtheid was toen 195 inwoners per km².

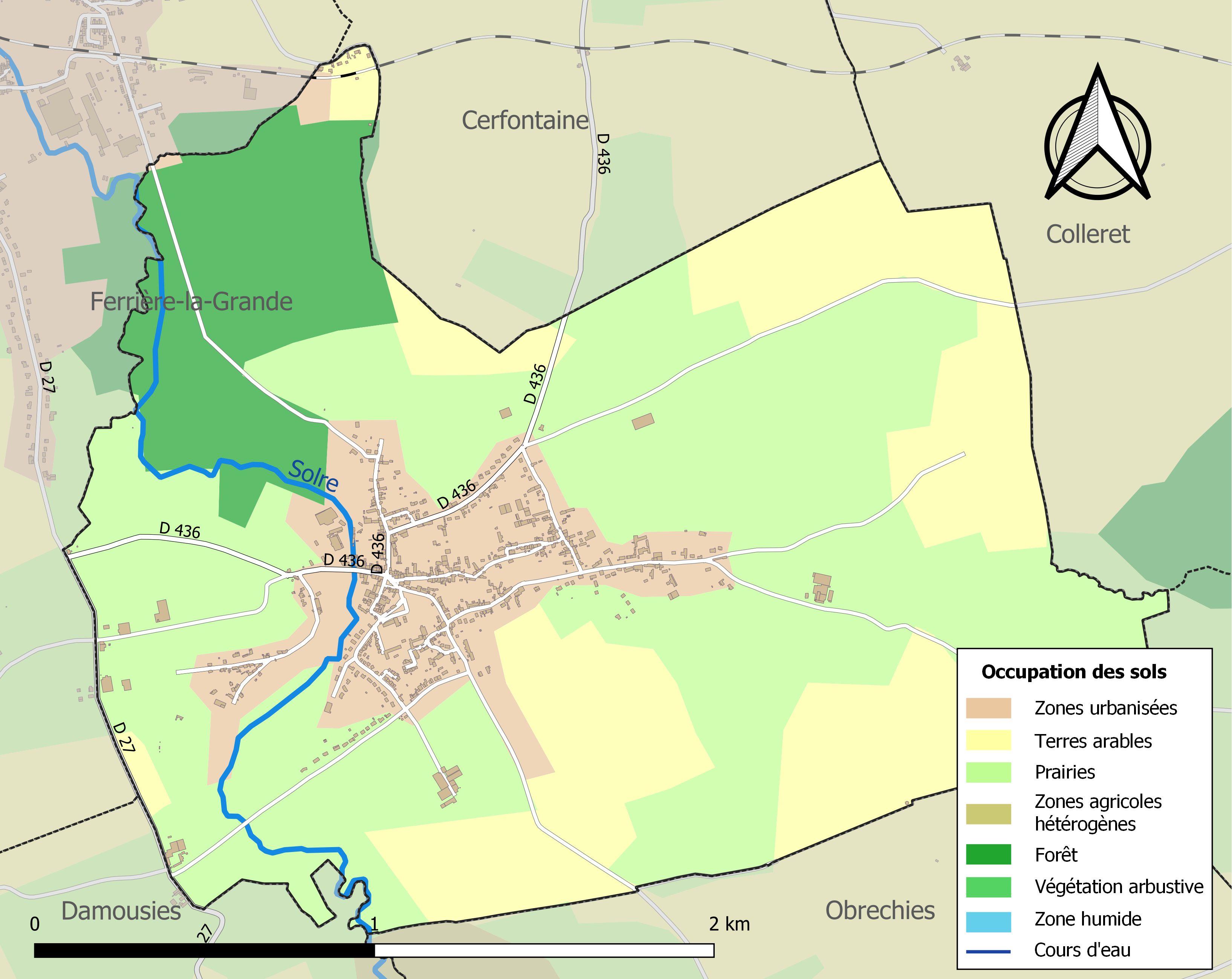
Kaart van de gemeente met belangrijkste infrastructuur, bodemgebruik en omliggende gemeenten

## Demografie
Onderstaande figuur toont het verloop van het inwonertal (bron: INSEE-tellingen).